# 佐佐木邦子
佐佐木 邦子（ささき くにこ、1949年4月6日 - 2016年9月20日）は、日本の小説家。宮城県仙台市出身。宮城教育大学卒業。
1985年、『卵』で芥川賞候補、第11回中央公論新人賞受賞。

## 著書リスト
- 『卵』（1990年、中央公論社）
- 『オシラ祭文』（1999年、北燈社）
- 『宮城集治監』（2002年、中央公論事業出版）
- 『みやぎの葬祭ガイド』（2002年、北燈社）
- 『語り継ぐ震災の記憶』聞き書き 仙台市若林区中央市民センター 2014
- 『黒い水』中央公論事業出版、2015